# Choi choi Ai Cập
Choi choi Ai Cập (danh pháp hai phần: Pluvianus aegyptius), thuộc chi Pluvianus, phân họ Pluvianinae, là một loài chim ở sông Nin, chuyên rỉa thịt trong răng của cá sấu khi con này phơi nắng và há miệng ra. Cá sấu sông Nin còn nổi tiếng vì được cho là có quan hệ cộng sinh với một số loài chim như "choi choi". Theo các báo cáo, cá sấu há miệng rộng và sau đó các con chim "choi choi" sẽ rỉa các miếng thịt nhỏ còn rắt trong răng của cá sấu. Điều này rất khó kiểm chứng, nó có lẽ không phải là quan hệ cộng sinh thực thụ.
Trước đây loài này được xếp vào một họ riêng Glareolidae, hiện nó được xem là loài duy nhất trong họ Pluvianidae.

## Hình ảnh

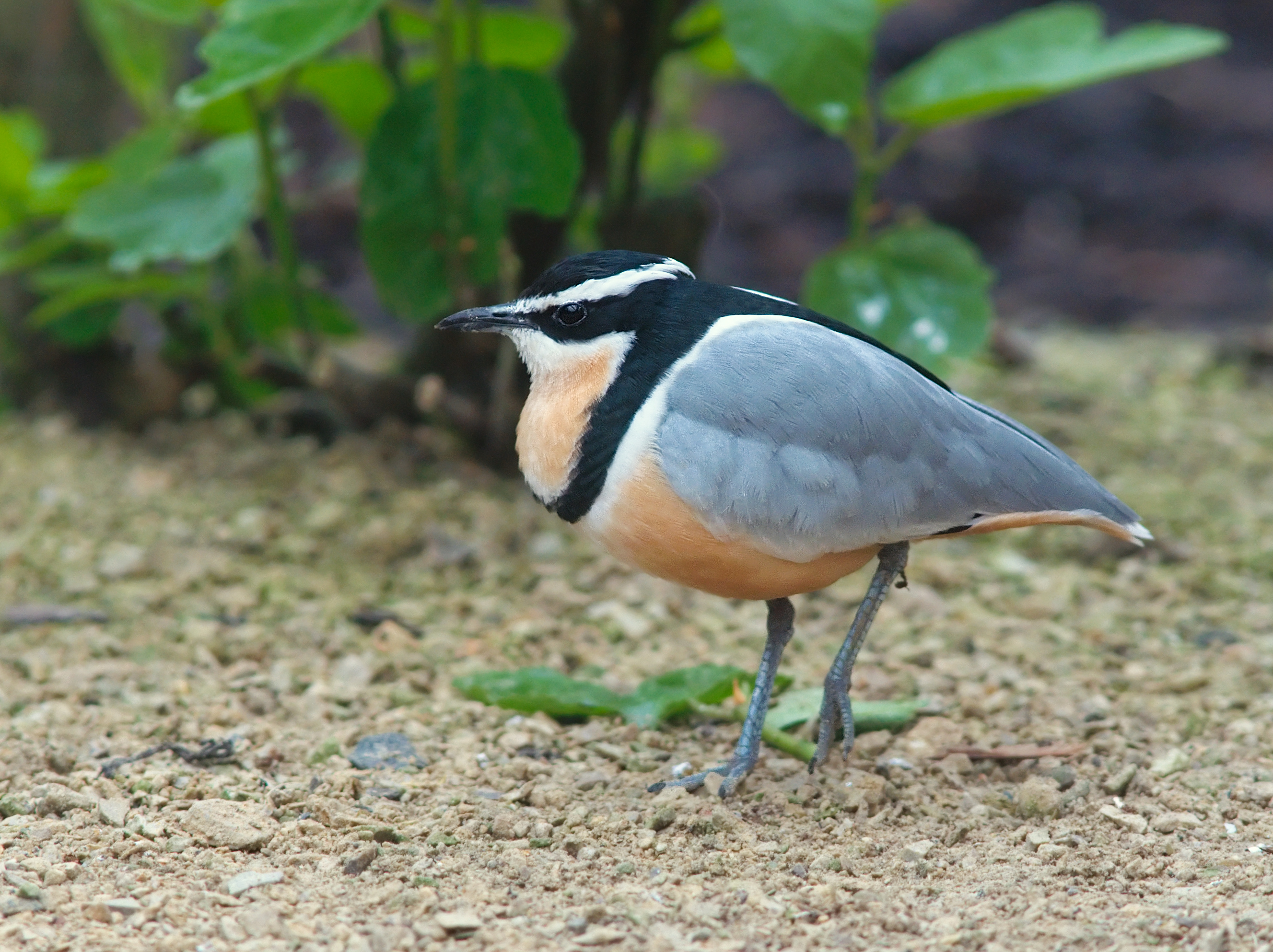
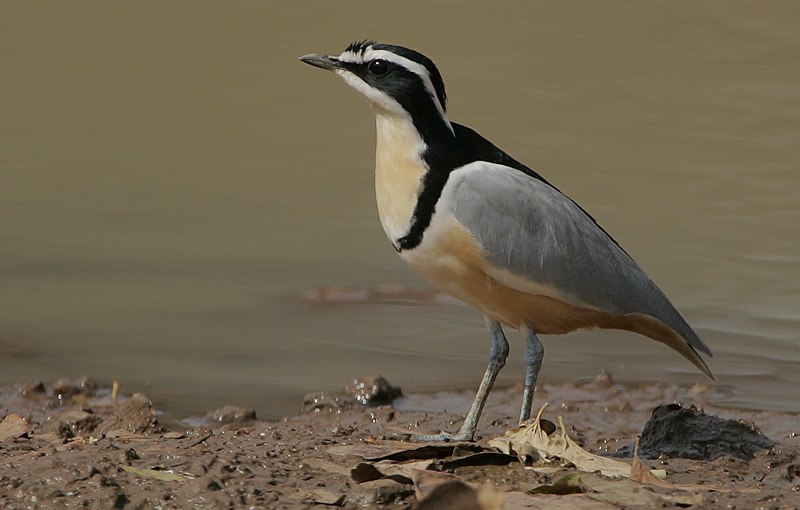
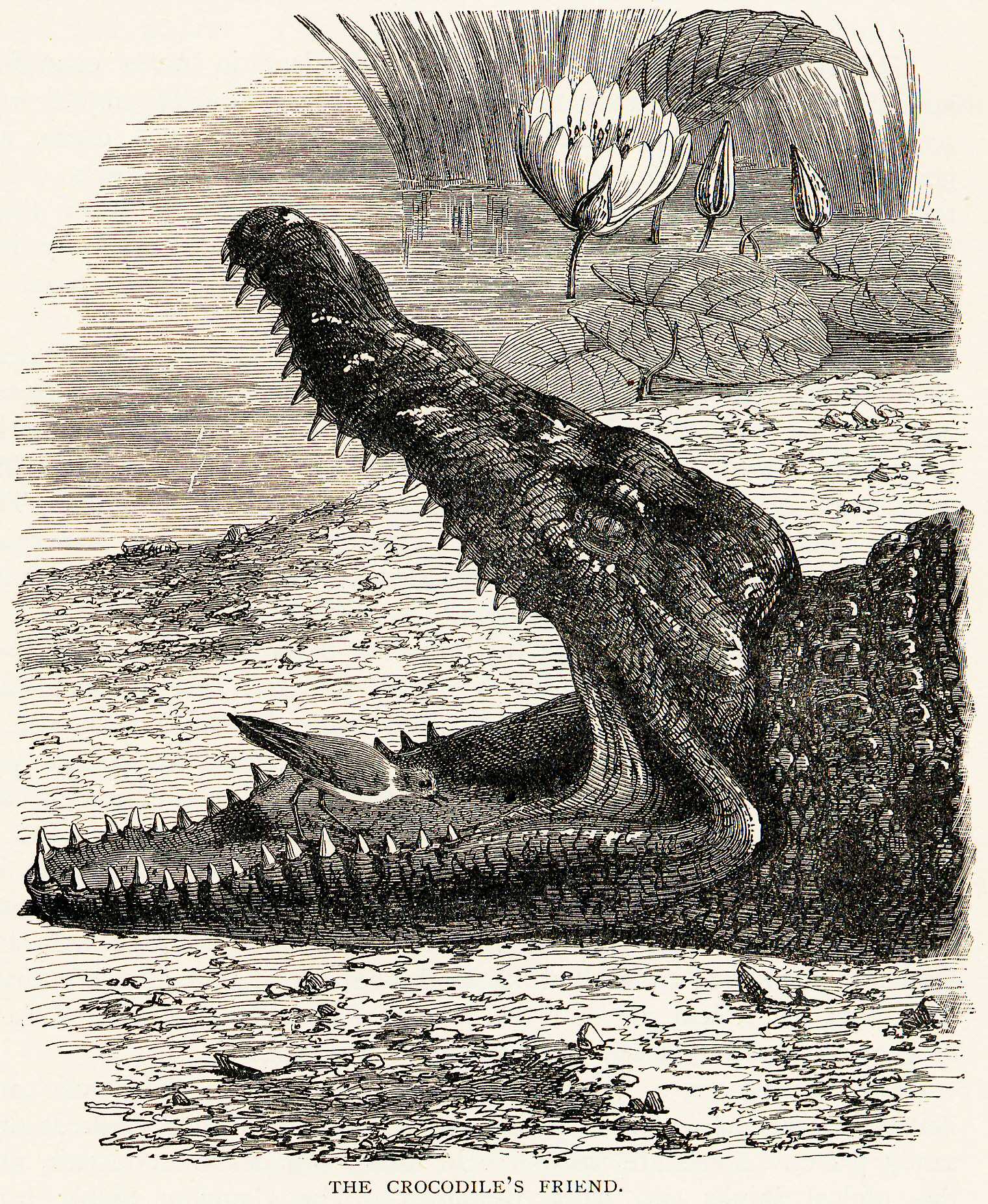
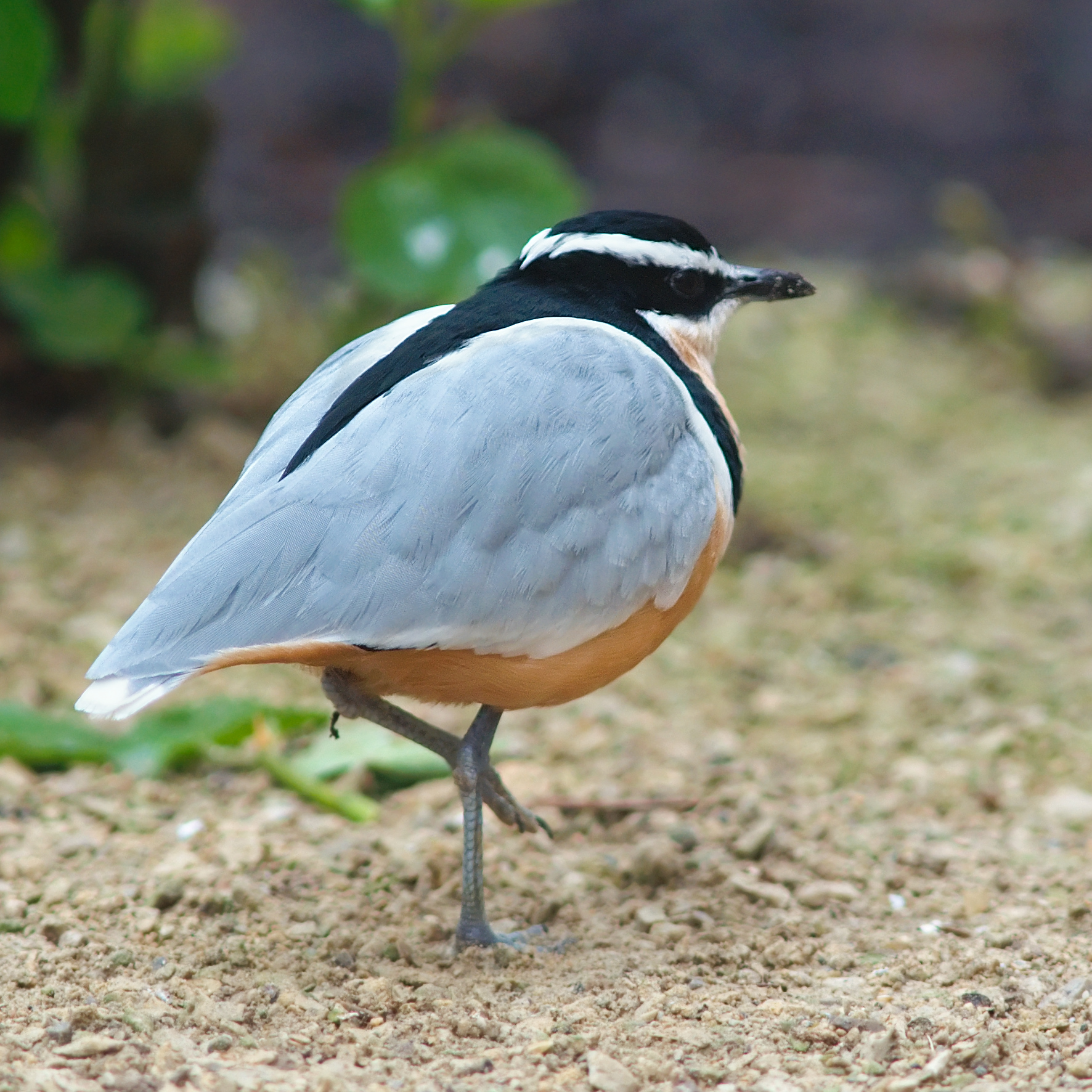